# Пожертвувана зона
Пожертвувана зона або зона жертви (часто її називають національною зоною жертви або національною зоною жертви) — це географічна зона, яка постійно постраждала внаслідок серйозних змін навколишнього середовища або економічного вилучення, часто через локально небажане землекористування (LULU). Коментатори, зокрема Кріс Геджес, Джо Сакко та Стів Лернер, стверджували, що практика корпоративного бізнесу сприяє створенню пожертвуваних зон. У звіті ООН за 2022 рік підкреслюється, що мільйони людей у всьому світі перебувають у пожертвуваних зонах забруднення, особливо в зонах, які використовуються для важкої промисловості та видобутку корисних копалин.

## Визначення
Пожертвувана зона або зона жертви — це географічна територія, яка постійно постраждала внаслідок екологічної шкоди або економічного вилучення.
Одне з визначень вчителя англійської мови в Міжнародній середній школі на Проспект-Хайтс у Брукліні, штат Нью-Йорк, було таким: «Зона жертви — це коли в жертви немає вибору. Хтось інший без їхнього дозволу жертвує людьми, їхньою громадою чи землею». У співпраці зі студентами було вироблено більш складне визначення: «В ім'я прогресу (економічного розвитку, освіти, релігії, фабрик, технологій) певним групам людей (називається неповноцінними) може знадобитися завдати шкоди або пожертвувати ними, щоб інші групи (вищі) отримати вигоду».
В іншому визначенні стверджується, що зони жертви — це місця, які постраждали через небажане місцеве землекористування, що спричинило «хімічне забруднення, де мешканці живуть безпосередньо поруч із сильно забрудненими промисловими підприємствами чи військовими базами».

## Етимологія
За словами Хелен Хантінгтон Сміт, цей термін вперше був використаний у США під час обговорення довгострокових наслідків видобутку вугілля на американському Заході в 1970-х роках. Комітет Національної академії наук / Національної інженерної академії щодо потенціалу реабілітації земель, що виробляються для вугілля на заході Сполучених Штатів, у 1973 році опублікував звіт, у якому введено цей термін, встановивши:
У кожній зоні ймовірність відновлення території залежить від цілей землекористування, характеристик ділянки, доступної технології та майстерності, з якою ця технологія застосовується. У крайньому випадку, якщо розроблені землі будуть оголошені національними пожертвуваними територіями, всі екологічні зони мають високу ймовірність успішної реабілітації. Проте, якщо метою є повне відновлення, реабілітація в кожній зоні не має ймовірності успіху.
Так само в 1975 році Женев'єв Етвуд написала в Scientific American:
Розробка відкритим способом без рекультивації назавжди вилучає землю з продуктивного використання; таку землю найкраще можна класифікувати як національне жертвоприношення. Однак за умови успішної рекультивації видобуток корисних копалин відкритим способом може стати лише одним із серії землекористувань, які просто переривають поточне використання, а потім повертають землі до еквівалентної потенційної продуктивності або навіть вищої.
Гантінгтон Сміт писав у 1975 році: «Група, яка опублікувала обережний і науковий звіт Національної академії наук, мимоволі викликала словесну бомбу» фразою National Sacrifice Area; «Ці слова вибухнули в західній пресі в одну ніч. Схоплені людьми, які відчували, що їх приносять у „національні жертви“, вони стали гаслом і закликом до зборів». Термін викликав громадські дебати, в тому числі серед екологів і політиків, таких як майбутній губернатор Колорадо Річард Ламм.
Цей термін продовжував використовуватися в контексті відкритого видобутку принаймні до 1999 року: «Західна Вірджинія стала пожертвуваною зоною навколишнього середовища».

## Вживання терміна

### Чилі
Як повідомляється, у 2011 році Террам ввів у чилійський політичний дискурс термін «пожертвувана зона».
Чилійський порт Кінтеро та прилеглий Пучункаві були названі пожертвуваною зоною. У зоні розташовані вугільна електростанція Ventanas, нафтопереробний завод, цементне сховище, Fundición Ventanas, мідноливарний і рафінуючий завод, фабрика мастильних матеріалів і хімічний термінал. Всього в області працює 15 підприємств-забруднювачів. У 2011 році Escuela La Greda, розташована в Пучункаві, була охоплена хімічною хмарою з промислового комплексу Ventanas. Сірчана хмара отруїла приблизно 33 дітей і 9 вчителів, що призвело до перенесення школи. Старе місце розташування школи зараз занедбане. У серпні та вересні 2018 року сталася криза громадського здоров'я в Кінтеро та Пучункаві, де понад 300 людей захворіли через токсичні речовини в повітрі, що надходять від забруднюючих промислових підприємств.

### Сполучені Штати
Агентство з охорони навколишнього середовища США підтвердило у звіті 2004 року у відповідь Офісу генерального інспектора, що «рішення проблеми нерівного захисту лежить у сфері екологічної справедливості для всіх американців. Жодній громаді, багатій чи бідній, чорній чи білій, не можна дозволити стати „пожертвуваною зоною“.»:28
Коментатори, зокрема Кріс Геджес, Джо Сакко, Роберт Буллард і Стівен Лернер, стверджували, що корпоративна бізнес-практика сприяє створенню пожертвуваних зон і що ці зони найчастіше існують у спільнотах з низьким рівнем доходу та меншин, зазвичай афроамериканських. Пожертвувані зони є центральною темою для графічного роману «Дні руйнування, дні повстання», написаного Геджесом та проілюстрованого Сакко.
У 2012 році Хеджес заявив, що приклади пожертвуваних зон включають Пайн-Рідж, SD і Камден, штат Нью-Джерсі. У 2017 році проект громадського житла Вест-Калумет у Східному Чикаго, Індіана, побудований на місці колишнього свинцевого заводу, потрібно було знести та засипати ґрунтом замінено, щоб привести територію до житлових стандартів, переселивши 1000 мешканців. У 2014 році Наомі Кляйн написала, що «ведення економіки на джерелах енергії, які виділяють отрути як неминучу частину свого видобутку та переробки, завжди вимагало пожертвуваних зон».

## Космічна промисловість
Взаємодія людини та навколишнього середовища, яка лежить в основі екологічної справедливості, включаючи зони жертвопринесення, було запропоновано також включати екологічну жертву регіонів за межами Землі. Клінгер стверджує, що «екологічна геополітика Землі та космічного простору нерозривно пов'язана просторовою політикою привілеїв і жертв — між людьми, місцями та установами». Даннет та інші назвали космічний простір «найбільшою пожертвуваною зоною», яка є прикладом колоніально створеного прагнення до нескінченних можливостей для накопичення, експлуатації та забруднення. Це проявляється в обох пожертвуваних зонах, пов'язаних із інфраструктурою запуску, відходами та орбітальним сміттям.
Точка Немо — це океанська точка недоступності, розташована всередині південно-тихоокеанського круговороту. Його обрано як найвіддаленіше місце у світі та служить «кладовищем космічних кораблів» для космічної інфраструктури та кораблів. З 1971 року до точки Немо було спрямовано 273 космічні апарати та супутники; це число включає станцію «Мир» (142 тонни) і включатиме Міжнародну космічну станцію (240 тонн).

## Подальше читання
- Dumping in Dixie by Robert Bullard. Routledge, 1990, 302 pp. ISBN 0813367921
- Sacrifice Zones: The Front Lines of Toxic Chemical Exposure in the United States by Steve Lerner. Cambridge, MA: MIT Press, 2010. 346 pp. ISBN 978-0-262-01440-3
- Days of Destruction, Days of Revolt By Chris Hedges and Joe Sacco. Illustrated. 302 pp. Nation Books, 2012. 302pp. ISBN 978-1568588247